# Șoșdea, Caraș-Severin
Șoșdea este un sat în comuna Măureni din județul Caraș-Severin, Banat, România.

## Legături externe

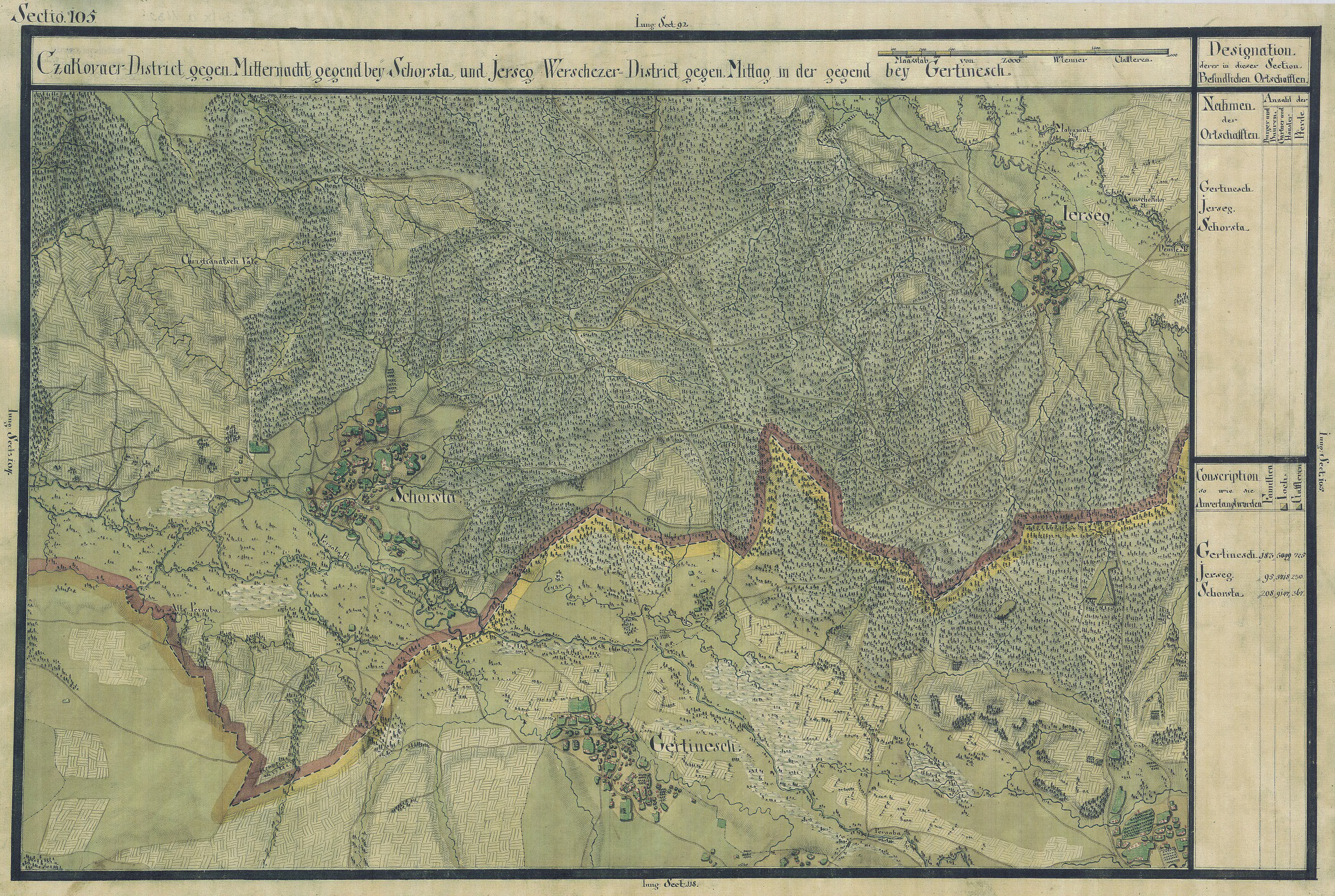
Şoşdea în Harta Iosefină a Banatului, 1769-72